# 1-2-Switch
1-2-Switch est un jeu vidéo de type party game développé par Nintendo EPD et édité par Nintendo sur Nintendo Switch, sorti lors du lancement de la console le 3 mars 2017.
Pensé comme l'« ambassadeur » de la nouvelle console de Nintendo, à la façon de Wii Sports sur Wii et Nintendo Land sur Wii U, 1-2-Switch consiste en une série de vingt-huit mini-jeux utilisant les spécificités des contrôleurs Nintendo Switch, et notamment des deux joy-cons et de leurs capacités de vibrations qualifiées par Nintendo de « HD »  ainsi que d'un capteur infrarouge capable de détecter des formes ou des objets et de la détection de mouvements.
La presse vidéoludique accueille le jeu plutôt défavorablement, pointant du doigt en particulier le manque de profondeur des mini-jeux. Le titre est considéré comme une bonne « distraction grand public » qui exploite correctement les spécificités des contrôleurs Nintendo Switch et qui est assez drôle entre amis, mais dont l'intérêt est très limité à long terme.
Une suite intitulée Everybody 1-2-Switch! (en) sort en juin 2023.

## Système de jeu

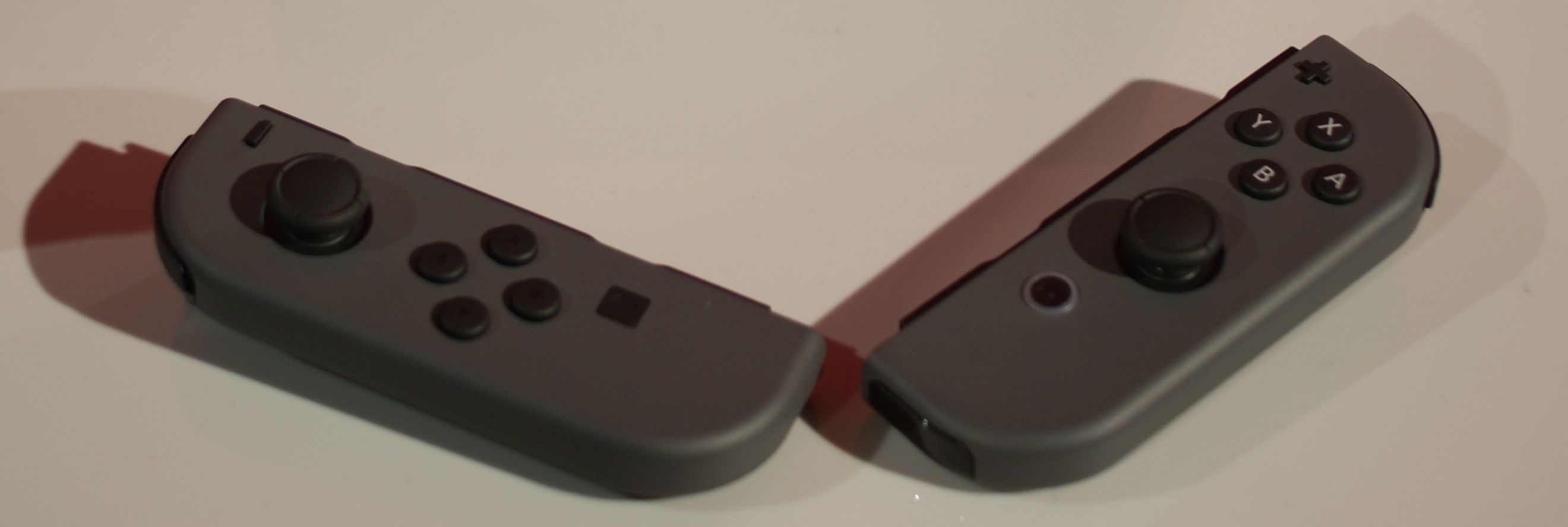
Les manettes joy-cons, séparées, utilisées dans les mini-jeux.

Le jeu est un party game basé sur la spécificité des joy-cons, les manettes détachables de la console : les vibrations, qualifiées par Nintendo de « HD » (elles permettent d'améliorer la perception de certains effets), le capteur infrarouge capable de détecter des formes ou des objets et la détection de mouvements.
Vingt-huit mini-jeux différents sont proposés. L'un d'entre eux consiste en un affrontement à la façon d'un western : il s'agit de sonder le regard de l'adversaire, sans avoir besoin de regarder l'écran, et d'anticiper ses actions afin de gagner le duel.

## Développement
Selon le producteur et directeur adjoint de Nintendo EPD Yoshiaki Koizumi, l'équipe a développé près de 200 minijeux avant d'en réduire petit à petit le nombre pour ne garder que ceux qui exploitent le mieux les capacités des contrôleurs. L'accent a été mis sur l'obligation de se regarder les yeux dans les yeux, et l'équipe a essayé de garder à l'esprit la façon dont le jeu changerait en fonction des joueurs.
Le directeur général de Nintendo EPD affirme avant la sortie du jeu que rien n'a été décidé quant aux minijeux non sélectionnés. Il est possible qu'ils fassent l'objet d'une mise à jour comme d'un nouveau jeu original.

## Accueil

### Présentation
Le jeu est présenté à l'occasion de la conférence du 13 janvier 2017, où Nintendo présente le line-up de la console.
Plusieurs commentateurs le compare à la série de jeux vidéo WarioWare,, ainsi qu'à Wii Sports et Nintendo Land car, à la manière de ces derniers sur Wii et Wii U, 1-2-Switch semble jouer le rôle d'ambassadeur de la console. Il a été reproché à Nintendo de vendre le jeu séparément plutôt que de l'inclure dans un pack avec la console, comme cela avait été le cas pour Wii Sports et la Wii,,,.

### Critique
À la sortie du jeu au lancement de la Nintendo Switch, la critique est mitigée.
Le journaliste de jeuxvideo.com qui a testé le jeu le considère plus comme un « amuse-bouche vidéoludique » que comme un véritable party game. Les critiques notent la bonne utilisation des joy-cons et l'humour qui se dégage du jeu, mais insistent sur le manque de profondeur des mini-jeux et de clarté des explications,,. En raison du mini-jeu avec la traite de vache, l'orgarnisation PETA a fait un scandale par rapport au jeu vidéo envers Nintendo, ce qui est également arrivé à la sortie de Super Mario 3D Land, une demi-décennie plus tôt.

### Ventes
En avril 2018, Nintendo annonce 2,29 millions de ventes.
Au 30 septembre 2018, Nintendo annonce que 1-2 Switch a été écoulé à 2,64 millions de ventes.
Au 30 juin 2019, Nintendo annonce 3,01 millions de jeux vendus dans le monde.